# 茅野市立金沢小学校
茅野市立金沢小学校（ちのしりつ かなざわしょうがっこう）は、長野県茅野市にある公立小学校。金沢村金沢尋常小学校として1887年(明治20年)に開校した。

## 沿革
- 1887年 - 開校。

## 学校目標
- 「深く豊かな心をもち、みずからやりぬく子ども」を基本目標としている。
- 「自分の考えを持ちねばり強く追究する子」「思いやりの心をもてる子」「たくましい体をつくる子」を具体目標としている。

## 最寄駅
- 東日本旅客鉄道中央本線：青柳駅

## 周辺
- 国道20号
- 金沢地区コミュニティセンター（金沢出張所・金沢地区こども館・茅野市図書館金沢分室・金沢地区公民館のある施設）
- 泉長寺
- 信濃金沢郵便局
- 金沢宿 (甲州街道)